# Sandberg (Alemanha)
Sandberg é um município da Alemanha, situado no distrito de Rhön-Grabfeld, no estado da Baviera. Tem 28,04 km² de área, e sua população em 2019 foi estimada em 2,391 habitantes.